# Magdalenaviken
Magdalenaviken är en vik på Baja Californias västkust i Mexiko, skyddad mot Stilla havet av öarna Isla Santa Margarita och Isla Magdalena. 
Viken har ett djup av 7-33 meter och utgör en utmärkt naturlig hamn.